# بوچون (گیونگ‌گی)
شهر بوچون  (به کره‌ای: 부천) با جمعیت ۸۳۸٬۸۰۱ نفر در  استان گیونگ‌گی در بین دو شهر سئول و اینچون، اولین و سومین شهر پرجمعیت کره‌جنوبی واقع شده‌است. دو خط مترو کلان‌شهر سئول نیز از این شهر عبور کرده و آن را به سئول و اینچون متصل می‌کند.